# 박용만 (1881년)
박용만(朴容萬, 1881년 8월 26일(음력 윤7월 2일) ~ 1928년 10월 16일)은 대한제국의 계몽운동가이자 언론인, 한국의 독립운동가, 군인, 언론인이다.
1904년(광무 7년) 보안회의 일제의 황무지 개간권 요구에 반대하는 운동에 가담했다가 투옥, 이승만(李承晩)을 옥중에서 만나 의기투합, 옥중 동지가 되었다. 한성감옥에서는 독립협회와 만민공동회 사건으로 투옥된 이승만과 정순만이 함께 있어 이들이 의형제를 맺어 '3만'이라고도 하였다고 한다. 그 뒤 세 사람은 미국으로 건너가서 독립운동의지를 실현하기 위한 활동을 하였는데, 박용만은 1909년에 네브래스카의 커니(Kearney) 농장에서 무장독립군 양성을 목적으로 한인소년병학교를 설립하고, 이후 대조선 국민군단을 설립해 지도하는 등 무장 투쟁 운동을 벌였다.
이승만, 안창호, 서재필과 함께 재미국 한인 교민 사회의 초기 지도자 중의 한사람이었으며, 이승만의 사상적 동지였으며, 이승만을 하와이에 정착시켰다. 그러나 1914년 독립운동 방법의 차이로 이승만과 갈등을 겪다 정적으로 변신한다. 1928년 군자금 모금차 중국 텐진에 체류하던 중 독립운동 자금에 쓸 돈 1천원을 내놓으라는 의열단원 이구연, 박인식, 이규서 등의 요구를 거절했다가 암살당한다. 호는 우성(又醒)이며, 강원도 철원 출신.

## 생애
1881년 8월 26일 강원도 철원의 평민 가정에서 출생하였다. 박용만의 출생 년도는 미상으로 1881년생 설이 유력하나, 1882년생 설과 이승만과 동년배라는 1875년생 설, 1879년생 설 등이 있다. 보통 그의 출생 년대는 1881년생 설을 채택하고 있다.

### 초기 활동

#### 계몽 활동
1904년 보안회가 주도한 일제의 황무지 개간권 요구에 반대하는 운동에 참여하였다가 일제에 의하여 한성감옥에 투옥되었다. 옥중에서 이승만, 이동녕, 이상재, 이시영, 정순만 등과 만나 동지가 되었다.한성감옥에서는 만민공동회 사건으로 투옥된 이승만과 정순만이 함께 있어 이들과 의형제를 맺어 '3만'이라고도 하였다고 한다.
출옥 후 숙부 박희병이 있는 평남 순천에 있는 사립시무학교로 가서 유일한 등의 소년을 가르치다가 1904년 12월 미국으로 건너갔다.

#### 미국 망명과 수학

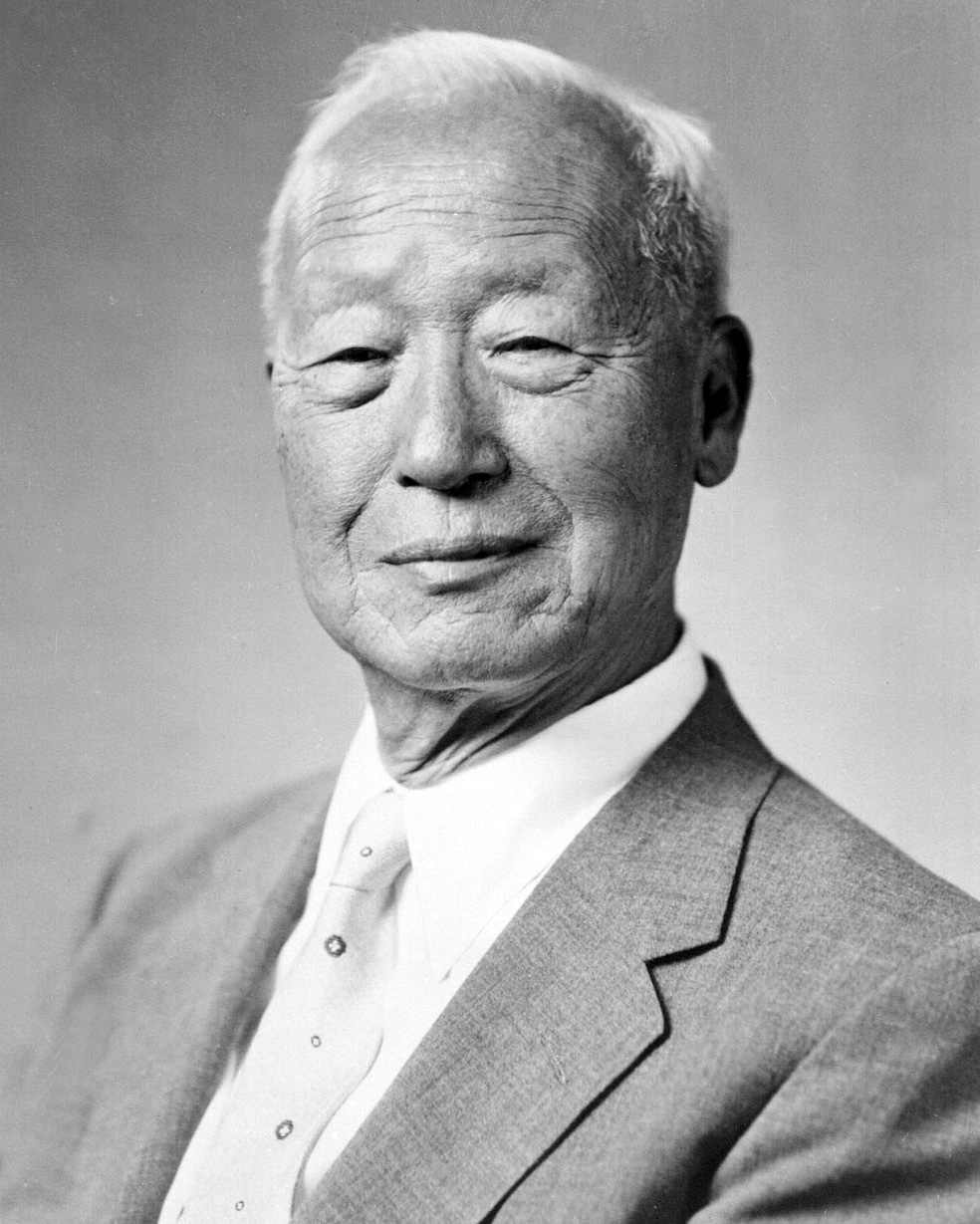
한때의 동지였던 이승만

1905년 2월 샌프란시스코에 도착하여 1905년 네브래스카주에 있는 링컨 고등학교에 입학하였으나, 1학년을 마치고 중퇴하였다. 1906년 여름 숙부 박희병과 함께 미국의 콜로라도주 덴버로 가서 노동이민자를 위한 한인직업소개소를 운영하며, 헤이스팅스 칼리지 정치학과에 입학한다. 1907년 헤이그에서 개최하는 만국평화회의에 참여하는 밀사를 돕고자 윤병구와 송헌주를 헤이그로 파견한다. 1908년 3월에는 스티븐슨을 저격한 장인환, 전명운의 변호비용을 모집한다. 7월에는 콜로라도 덴버시 그레이스 감리교회에서 <해외애국동지대표자회의>를 개최하여 한인군사학교 설립안을 제출하여 통과시킨다. 1908년 9월 네브래스카 대학교 링컨에 편입해 정치학을 전공하면서 군사학을 부전공으로 택하여 ROTC 과정도 이수하였다. 1908년 12월 박용만은 네브래스카주 정부에 정한경은 커니지방정청에 교섭하여 마침내 헌법상에 없는 한인군사학교에 관한 默許를 받아낸다. 그리하여 1909년 6월에는 네브래스카주 커니에 있는 한인 농장내에 한인소년병학교(The Young Korean Military School)를 열어 한인청년생도들에게 군사훈련을 실시하였고, 1912년 첫번 졸업생 13명을 배출하였다.
1910년에는 헤이스팅스 칼리지와 협의하여 한인소년병학교를 헤이스팅스 칼리지 구내로 이전을 한다. 같은해 박용만은 김장호에게 소년병학교의 전권을 맡기고 병학교 유지를 위해 각 지역에 연조를 받아 보탠다. 그리고, 1910년 10월 캘리포니아를 돌아보고 돌아가는 길에 신한민보의 주필을 맡기로 결정하여 1911년 2월 신한민보 제 217호부터 252호까지 제 4대 주필로 활약하며 무형의 정부 즉 가정부의 필요성을 설파한다. 이 시기 '아메리카 혁명'(1911년 1월 자신의 논문을 한글로 번역 그 후 1914년 발간)'국민개병설'(1911년)과 '군인수지'(1912년)를 집필했다.
1911년 샌프란시스코의 신한민보 샌프란시스코지국에 입사하여 주필로 근무했다. 미국 체류 중 네브래스카에서 한때의 옥중 동지 이승만을 재회하였다. 뒤에 그는 1913년 2월 이승만을 하와이로 초청했다. 1911년 샌프란시스코에서 '신한민보'의 주필, 1913년 호놀룰루에서 '국민보' 주필로 근무하면서 알게 된 이용화에게 딸 동옥의 교육을 담당하게 하였다. 박동옥은 자신의 개인 가정교사이기도 했던 이용화와 결혼한다.

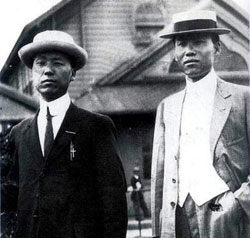
1913년 2월. 하와이 호놀룰루 기차역에서 나란히 포즈를 취한 이승만(왼쪽)과 박용만. 한때 결의형제를 할 만큼 일생의 동지였던 두 사람은 독립운동 방법론과 국민회기금을 둘러싸고 대립하여 결국 정적이 되고 말았다.

미국 네브래스카에서 이승만은 옥중 동지인 박용만의 초청으로 하와이로 건너갔다. 1913년 2월 3일 이승만은 박용만과 함께 하와이에 정착했다. 1912년 12월 박용만은 하와이에 먼저 도착하였고 1913년 2월 이승만이 도착하였다. 이승만과 박용만은 한성감옥에서 만나 호형호제하는 사이로 둘 다 독립운동에 뜻을 두고 있었다. 이승만은 박용만의 소개로 하와이에 정착한 뒤 호놀룰루에 거주하며 교회 설립과 교육 운동에 주력했다. 그 뒤 이승만이 105인 사건을 폭로하는 《한국교회 핍박》을 출간하는데 서문을 써 주었고, 이승만의 옥중 저서 《독립 정신》을 번역, 출간하는데 도움을 주었다.

#### 언론 활동
1911년 2월, 대한인국민회 기관지인 <신한민보The United Korean Weekly> 4대 주필로 취임 - 217호~252호까지
주필로 취임 된 직후, 무형의 정부,즉 가정부의 필요성을 수개월간 주창하였으나 당시 여론은 이를 받아들이지 못함.
1913년 8월, 대한인국민회 하와이 지방총회의 기관지인 '신한국보'(新韓國報)의 주필로 취임하였고 신한국보를 국민보로 개명하였다.
1918년 11월 28일, 호놀룰루에서 주간신문 <태평양시사(The Korean Pacific Times)>를 창간하고 주필 겸 사장이 되었다.
1921년, 북경 군사통일회의 기관지인 <대동(大同)>을 발간하였다. 1923년 5월, 당시 폐간된 <혁신보(革新報)>의 주필이 되었다.
1925년 7월, 호놀룰루에서 태평양연안 국제신문기자대회 한국대표로 참가했다.

#### 이승만과의 결별
1913년 1월 필라델피아에 있는 이승만을 하와이로 초청한다. 1905년 미국으로 건너온 이승만은 이후 박용만과 꾸준히 서신 연락을 주고 받았다. 1913년 2월 박용만의 초청으로 이승만도 같이 하와이로와 독립운동에 협력하였으나 이후 이승만이 무장투쟁론에 회의를 제기하면서 둘의 관계는 금이 가게 된다. 1915년 박용만은 이승만에게 경영하는 학교와 자기가 세운 군사학교를 통합하자고 제의했다가 거절당한다. 이승만은 박용만에게 다음과 같은 편지를 보낸다.
| “ | 나의 마음 속 깊이에는 박형에 대한 우정 이외에는 아무것도 없소. 나는 옛날 감옥에서 고락을 같이한 동지들보다도 박형만큼 친한 친구가 없다는 것을 확실하게 밝히는 바이오. 당신이 아직 이같은 사람들과 손을 잡는 것을 원한다면 언젠가는 그것을 후회할 날이 올 것이오. 나는 끝까지 싸워서 그들이 자업자득하는 국민회가 멸한다는 것을 확신하고 있소. 선택은 당신 마음대로이니 가장 현명한 길을 택하시오. | ” |

박용만과 이승만의 갈등, 또한 안창호 계열 등과의 경쟁, 암투 관계는 1915년부터 1918년까지의 하와이 교민집단 및 미국내 한인 교포 집단을 세 집단으로 쪼개 버렸다.
1917년 상해(上海)에 있던 신규식(申圭植), 김규식, 조소앙(趙素昻) 등과 연락, 그들과 함께 공동선언문인 대동단결선언문을 발표하였다.

#### 언론 활동, 대조선국민군단 창설
1912년 12월 6일 박상하와 함께 호놀룰루에 도착하여 1913년 5월 하와이 정부로부터 특별경찰권을 승인받아 대한인국민회 경찰부장을 설치하여 한인자치제를 확립하고, 1913년 12월 Nauuanu YMCA에서 한인지도자급 인사들과의 회합하여 대조선국민군단과 대조선국민군단 사관학교 설립에 대해 합의한다.
그 후, 1914년 4월 박종수는 모든 도지권을 군단조직에 정식으로 인계하고, 임응전, 한태경, 한치운 3人은 자농하는 파인애플 농장을 양여하는 등 하와이 한인들의 절대적인 지원으로 1914년 6월 하와이 가훌루 '아후이마누'지역에 대조선 국민군단이 창설되고,8월 29일 대조선국민군단 사관학교 낙성식이 거행된다.
박용만은 대조선국민군단 조직을 확장코자 강원도 출신 李周淵을 블라디보스토크에 파견하고, 1914년 하와이에 온 장일환을 귀국시켜 먼저 하와이에서 귀국한 강석봉 및 평양숭실대학 학생 등과 1915년 3월 평양에서 국민군단 국내지부 성격의 비밀단체인 조선국민회를 결성하게 한다.
그러나 대한인국민회 하와이지방총회는 자금을 둘러싼 이승만의 공격으로 1916년 10월 실질적으로 폐쇄된다.
1914년 하와이에서 미주지역에서 무장투쟁을 준비하였고, 국민보주필을 맡는다. 1914년 초반 그는 하와이의 한 농장을 임대하여 동포의 청년들이 공동으로 경작하게 하였다. 또 항일무장 독립운동단체인 대조선 국민군단(大朝鮮國民軍團)을 창설, 군사훈련을 실시하여 130여 명을 독립전쟁에 대비한 인원으로 확보할 수 있었다. 이듬해 미국 독립정신을 본받아 대한독립을 이루자는 내용의 《미국 혁명사》를 출판하였다.

### 독립 운동

#### 무장 투쟁 준비 활동
1917년 뉴욕에서 열린 약소국 동맹회에 참석하였으며, 《태평양 시사》 지(紙)의 창간에 참여하여 주필이 되었다. 1919년 길림에서 결성된 대한독립의군부의 창립에 관여하였고 의군부의 대한독립선언서에 서명하였다. 1919년 3월 대조선독립단 하와이 지부를 조직하고,4월 삼일운동에 관련된 문서를 편집, "한국인의 봉기와 독립 선언서 등에 대한 진실(영어: True Facts of the Korean Uprising and the Text of the Declaration of Independence, etc)"이라는 책자를 발행하였다.
1919년 4월 상하이에 임시의정원이 설치되자 그는 부재중 임시의정원 의원으로 선출되었다. 1919년 4월 23일에는 경성에서 한성임시정부로부터 외무총장으로 추대되었다는 통보를 전보로 접하였다. 상하이 임시정부로부터는 외무차장에 선출되었다.

#### 임정 참여와 탈퇴
1919년 5월 17일 하와이를 출발, 블라디보스톡으로 향하였고, 7월 8일 북평(北平)에 체류하다가 텐진 항에서 링컨호를 타고 다시 하와이 호놀룰루로 되돌아갔다.
1919년 9월 통합 상해 임시정부에서 외무총장에 선출되었으나 이승만을 대통령으로 뽑은 임정이 외교노선의 성향을 띠자 취임하지 않았다. 대통령인 이승만과의 갈등 때문에 부임하지 않았다는 시각도 있다. 1920년 4월 북경에 도착한 박용만은 임시정부와 이승만의 노선에 반대하는 신채호, 신숙, 이회영 등과 함께 <군사통일회의>를 결성한다. 1921년 이승만의 위임통치론이 드러나자 <이승만 성토문>을 발표하고 임시정부를 반대하며 군사통일회의에선 상해임정과 임시의정원 불승인안을 통보한다.
1921년 군사통일회의는 박용만, 신숙, 박건병들을 국민대표회주비회원으로 선출하여 국민대표회의를 개최한다.
1921년부터 임시정부의 존폐 여부를 놓고 임정 고수파, 창조파, 개조파가 갈등을 하게 되자 그는 임정 해체론을 주장하는 창조파에 가담한다. 1923년 중국 상하이에서 개최된 국민대표대회(國民代表大會)에서 그는 임정 불신임운동에 앞장섰다. 그러나 국민대표자대회는 임정 내무부장 김구의 내무부 포고령 제5호에 의해 강제 해산되고, 임정 해체론자들은 상하이에서 축출된다. 이때 박용만은 상하이를 떠나 배편으로 다시 하와이로 되돌아왔다.

### 생애 후반

#### 하와이 방문, 군사단체 설립 준비
1925년 7월, 하와이 호놀룰루에서 열린 태평양 연안 국제신문 기자대회에 대표로 참석하였으며, 이듬해 군사운동의 근거지 확충을 목적으로 베이징에 대본공사를 설립하는 한편, 1927년에는 초등 국어 교과서를 편찬하여 교포의 국어 교육에 이바지하였다.
1926년 독립운동기지 마련을 목적으로 사재를 털어 중국으로 건너가 베이징 시내 외곽에 대본농간공사를 설립하였다. 대본농간공사의 설립 목적은 중국에서 미개간지를 구입, 개간하여 독립운동 근거지를 마련하고 독립군 양성자금을 마련하는 데 있었다.
1927년 4월 그는 호놀룰루 팔라마에 국어학교를 설립하였다. 학교 이름을 우성학교라 하였고 이때 직접 편찬한 초등국어교과서를 교재로 사용하였다.

#### 암살로 끝난 최후

##### 친일파의 누명
10월 17일 베이징에서 일제의 이간에 의한 친일파라는 누명을 쓰고 독립단 단원 이구연(일명 이해명), 이해명 등에게 암살되었다. 대륙농간공사를 방문한 이해명 등과의 설전 끝에 총격이 발생했다.
1927년 10월 16일, 두 남자가 박용만의 집을 찾아와 조선혁명사업에 쓰겠다며 1,000 달러를 요구하였다. 박용만이 이를 거절하자 두 사람 가운데 한명이 총을 들어 박용만을 사살하였다. 이해명은 수사관에게 자신의 진짜 이름은 박인식으로 밝혔는데 김원봉이 이끄는 의열단 단원으로서 그의 상관은 공산주의자 김시현이었다.이구연은 5년의 수감을 마치고 임시정부에 가담하여 활동하다가 후에 한국 전쟁 중 대전 전투에서 전사한다.
이구연이 구실로 삼은 박용만의 변절설은 1924년 박용만이 조선총독부 사이토 마코토 총독을 만났다는 것인데, 이 일에 대해 박용만 스스로도 자신이 일본 총독을 만났다고 했는데, 이는 당시 공산주의의 확산을 막기 위한 한, 중, 일 삼국의 협상에 조선민족의 대표로 선출되어 이루어진 것이라는 증언이 나오고 있고, 당시 박용만파 인물들은 이 일에 대해 전혀 동요가 없었으나, 정적관계였던 인물들에겐 좋은 표적이 되었다.
농간공사에서 일하는 박용만의 부하직원에 의하면, 박용만이 총독부 밀정 기후지에게 속아서 돈 30만 원을 지원받겠다고 입국했다가, 지원이란 말 뿐이고 2만 원의 여비를 받아 가지고 돌아온 관계로 의열단에서 격분해서 그를 사살한 것이라고 진술했다.

##### 암살 과정과 영향
텐진에 잠입하여 군사 단체 수립을 위한 모금활동을 하던 박용만은 1928년 10월 17일 독립단원 또는 의열단원으로 활동하던 이해명이 쏜 총탄에 맞고 사망했다.
동아일보 1928년 10월 26일자 기사에 의하면 박인식 등이 그에게 돈 1천원을 줄 것을 요구했으나, 박용만이 이를 거절하면서 언성이 높아졌고, 암살의 원인이 되었다고 보도했다. 그에 의하면 '지난 16일 밤, 중국 북경 숭문외 2조에 있는 대륙농간공사 안에서 박용만씨가 조선인 청년 두 사람의 권총에 무참히도 참살당하였다는데 내용은 전기 시간에 가해자가 나타나서 독립운동의 자금으로 쓰겠으니 대양 1천원만 내어 놓으라고 간청하므로 객청으로 데리고 가서 언성이 높아지고 거절을 당하자 가해자는 즉시 박용만 씨를 향하여 권총을 발사하여 세 군데 중상을 입힌 결과 마침내 절명하였다는바 가해자의 한사람은 자칭 박인식(朴仁植)으로 의열단에 가담한 사람이라 한다.'고 보도했다.
동아일보에 의하면 그는 '기미년 초에 상해 임시정부 군무총장의 지위에 있다가 취임하기를 거절하고 바로 북경으로 가서 모종의 운동을 하다가 최근에 개척사업을 하기 위하여 공사(公司)를 만들어 활동하던 중 그와 같이 참살되었다는바, 씨는 일찍이 하와이로 건너가서 여러 사람들과 연락을 취하여 독립운동에 종사한지 20여년이었고 금년 48세를 일기로 세상을 떠났다 한다.'
박용만 암살사건을 계기로 미국내 한인 교포사회의 상하이 임시정부 및 상하이 무장투쟁론자들에 대한 부정적인 인식을 심어주는 빌미를 제공하였다. 그의 암살 소식을 접한 서재필, 안창호, 이승만 등은 재중국 무장투쟁론자들을 대대적으로 성토하였다.

##### 암살의 정황
박용만이 숨을 거둔 곳은 사택 마당이었다. 당시 현장엔 처 웅소청과 측근들이 있었다, 하와이에서 건너와 있던 독립단원 김문괄은 현장에서 옥신각신하던 끝에 왼쪽 손에 총상을 입었고, 그 직후 마찬가지로 하와이 독립단원으로 북경에 와 있던 김홍범, 노주현이 신한민보에 기사를 제공했다.(1928.11.15 신한민보 1면)
그러나, 근래까지 우당 이회영의 아들 이규창선생이 쓴 회고록을 통해 박용만의 시신이 짚더미에 쌓여 있었다거나 남의 집 구들 밑에 있다가 부풀어 올랐다는 기록을 사실로 인용하는 글들도 있다. 이규창선생은 1928년 당시 나이가 어렸고,그 이후에 소문을 듣고 쓴 글인데 이를 목격담으로 인용하는 것은 잘못된 것이다.
또한, 암살에 가담한 사람은 2人으로 붙잡힌 이구연(이해명 또는 박인식이라고도 함)과 달아난 白씨 둘 이었다. 시계를 갖고 도주했다던 白씨는 결국 잡히지 않았으므로 그가 누구인지는 아직도 밝혀지지 않았다.
이회영의 조카 이규준의 가담설도 있으나, 이는 마찬가지로 이규창의 회고록을 바탕으로 한 견해였으나, 이 또한 얼마전 관련단체에서 오류를 인정했다.
이규준의 사망연도는 1927년이기 때문에 전혀 거론이 될 수 없다.

##### 암살의 배후
암살의 배후는 김원봉의 의열단이었다. 김원봉이 이에 대해 직접 증언을 하였는데 박용만이 밀정이었다고 모함하는 내용이다.

## 사후
- 임시정부의 반대파로서 정적이 많았던 박용만은 사후에 임시정부 측과 공산주의세력으로부터 일제히 공격을 당해 그의 죽음이 정당화되었다. 박용만의 암살은 당시 독립운동계의 극심한 분열을 보여주는 단적인 예이다. 광복 직후 이승만은 그에 대한 직접적 언급을 회피했고, 일부 미국 사정을 아는 동지들 소수와의 대화 중에 그의 존재를 일부 언급하기도 했다. 이후 그는 한동안 잊혀졌다가 1960년대 초부터 행적 발굴 등의 사업이 추진되었다.
- 대한민국 정부는 고인의 공훈을 기리기 위해 1962년 3월 1일 건국훈장 독립장을 추서하였다.
- 대한민국 정부는 고인의 훈격을 높여 1995년 건국훈장 대통령장을 추서하였다.

## 평가와 비판

### 긍정적 평가
미국 내 유일한 무장독립운동 단체를 설립하려 노력한 점이 높이 평가된다.

### 부정적 평가
언론인 송건호는 그의 행동이 모호함을 비판하였다. 또한 송건호는 당시 여론을 들어 그의 처신을 비판했다.
대본공사 부하의 증언을 인용, 송건호는 이것이 만일 사실이라면 박용만이 오해를 받을 만하게도 되었다. 아무리 선의에서 나온 일이라 하더라도 그래도 임정의 요인으로 있었던 독립운동의 지도급 인물로서, 정정당당히 성명을 발표하고 왜적과 담판을 하러 갔다면 몰라도 그렇지도 않고 은밀하게 입국, 왜적에게 돈을 받으러 갈 수 있었을까?
대륙농간공사라는 것을 만들어 민족 백년대계의 기초를 닦고자 하였다 하더라도, 또 아무리 사업에 현혹되었다 하더라도 총독부의 잔꾀에 넘어가 기십 만원의 지원을 받겠다고 했다니 사실이라면 기가 막힌 잘못이라 하지 않을 수 없다. 아니면 사상적으로 후퇴한 것이라 할까. 왜적들의 모략에 빠져들어간 것이라 할까. 도대체 구구하게 전해지는 말들은 어느 것 하나 확실하지가 않다.
하물며 지원은 약속 뿐, 여비 조로 2만원 만 받고 나왔다니 그런 망신이 또 어디 있겠는가. 이것이 헛된 소문이고 박용만 자신이 직접 앞에 나서서 하지 않았다 하더라도 마찬가지로 망신스러운 일이다. 라며 그를 비난했다.
송건호는 '어쨌든 의열단으로서는 본래의 창단이념으로 봐서 당연한 일을 했다고 볼 수 있겠다. 아니 민족정신을 고무하는 훌륭한 일을 했다고 의열단사를 꾸밀 것이다.'라며 오히려 그를 암살한 의열단원 등을 칭송했다.

## 저서
- 《국민개병설》 (1911년)
- 《군인수지》 (1912년)
- 《아메리카혁명(亞美里加革命)》 (1915)
- 《조선말 독본》 (1927) 1,2권

## 가족 관계
- 父 : 박선병 (1851~1905)
- 母 : 경주 김씨(1850~1930년대 이후까지 생존)
- 처 : 김해 김씨(1879~?)
- 장녀: 박동옥(1905~1926~7)
- 사위 : 이용화(1890년 - 1980년, 독립운동가-애국장)
- 외손녀 : 이영희(1921년 ~ ?, 중국계 미국인 기업인의 비서로 활동하다 그와 결혼했다.)
- 후처 : 웅소청
- 아들 : 박광원(朴光遠, 1923년~?)

웅소청 - 1921년 북경에서 정식으로 결혼한 중국과 한국의 혼혈인. 중국 재정부 관리의 딸.박용만과 웅소청과의 결혼식엔 신채호선생 등 한인 8~9명과 중국인 다수가 참석했다.이를 두고 박용만과 정적관계에 있던 독립운동가들은 처첩을 두었다고 비난하기도 했다.

## 사진

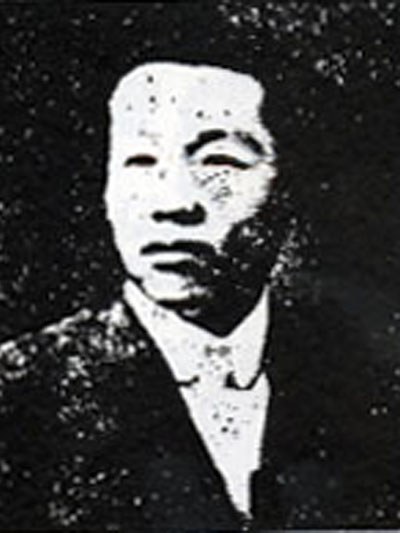
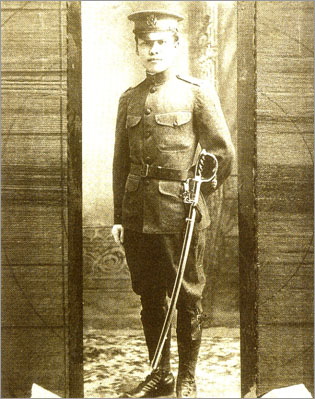
네브래스카 헤이스팅스 한국소년병 학교 시절 군복차림의 박용만, 1910년
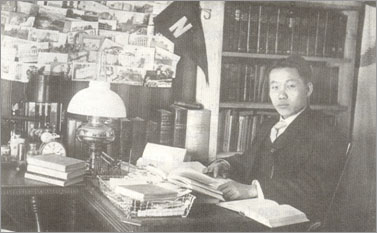
네브래스카 링컨시 한인 학생 기숙사의 박용만, 1911년

## 논란 및 의혹

### 금전 갈등, 일제 밀정 논란 공방전
그가 변절하여 일본의 밀정이 되었다는 의혹이 의열단원들에 의해 제기되었다. 그가 조선총독부에 매수되어 일본의 스파이노릇을 했다는 주장이다. 그러나 그가 일본의 밀정, 스파이 행위를 했다는 자료는 발견되지 않고 있다.
동아일보의 1928년 10월 26일자 보도에 의하면 박인식 등이 그에게 독립운동 자금 1천원만 내놓을 것을 요구했고, 그가 거절하면서 총격이 발생했다고 보도했다.
의열단은 즉시 반론을 제기했다. 의열단 측 해명에 의하면 '박용만이 20여 년 동안 독립운동에 헌신했고 상해 임정에서도 초대 외무부장, 다음에 군무부장을 역임한 애국투사였다는 것도 잘 알려져 있는 사실이다. 그러나 박용만이 그간 변절했다는 소문이 나돌기 시작했고, 의열단은 은밀히 그의 동정을 감시해왔다고 한다. 그는 그때 북경에 와 있던 일본 외무성 촉탁 기후지(木藤)란 자와 은밀히 접촉해왔고, 또 국내로 들어가서 총독 사이토 마코토를 만나보고 그 길로 북경으로 오지 않고 일부러 블라디보스토크를 돌아 북경에 돌아와서는 개척 사업을 하겠노라고 대륙농간공사란 것을 만들었다는 것이다. 그가 조선총독과 만난 것은 일제의 주구가 되어 옛 동지들을 왜적에게 팔려는 의도였음은 의문의 여지가 없다고 한다. 의열단은 이 추악한 변절자를 그냥 놓아둘 수가 없었다. 그들은 박용만에게 마침내 사형을 내리기에 이르렀다.
이리하여 1928년 10월 16일 밤에 이 변절자를 없애버리기 위해 원산 출신 단원 이해명(李海鳴, 가명 박인식)을 보내 총살했다고 한다. 그래서 이해명이 중국경찰에 검거되었으나 중국법정은 그에게 애국자라 하여 형도 가볍게 4년 징역밖에 내리지 않았다는 것이다. 그러면서 이해명이 박용만에게 군자금 1천 원을 요구했다가 거절당하고 사살당했다는 것은 허무맹랑한 보도라고 동아일보를 비롯한 일부 신문을 비난했다.

### 일제 협력설
그가 일제의 밀정으로 지목되는 이유는 1928년 그가 베이징에 도착하기 전에 대륙농간공사(大陸農墾公司)를 운영하면서 비밀리에 국내에 잠입, 조선총독부 고위 관계자들과 밀담을 하고 돌아왔다는 주장이다. 김달하가 총독부와 연결시켰다는 설이 있었으나 사실 여부는 확인되지는 않았다. 박용만과 독립운동 방법을 놓고 갈등했던 이승만이나 안창호도 그가 밀정에게 협력할 리가 없다고 하였다. 또한 박용만의 전력으로 보아 그렇게 쉽게 훼절할 인물이 아니라는 것도 그를 아는 사람들의 한결같은 인식이었다.

## 기타
- 이승만, 안창호, 김규식, 서재필 등과 함께 1910년~1920년대의 미국내 한인 교포사회의 영향력 있는 인사이자 재미국 한인 교민 지도자 중의 한사람이었다.

- 이승만과 꾸준히 연락하며 1918년부터 이승만에게 미국으로 건너올 것을 권고하였으며, 이승만을 하와이에 정착시키는데 도움을 준 것도 박용만이었다.

- 이승만은 후일 그와 동명이인인 자신의 개인 비서와 청와대 비서관을 지낸 박용만을 볼 때마다 자신의 '오랜 친구 박용만'을 회상하였다 한다.

## 같이 보기
- 대한민국 임시정부
- 대한인국민회
- 신한민보
- 만민공동회
- 국민보
- 독립군단
- 대한독립의군부
- 대조선독립단
- 한인소년병학교
- 임정 구미위원부
- 독립유공자로 대통령장을 수여받은 사람

## 참고자료
- 최영호 (2010년 8월 20일). 《한국사 시민강좌. 제47집》. 서울: 일조각. ISBN 978-89-337-0594-0. p88~134

- 김도훈 (2010년 12월 15일). 《역사공간-한국의 독립운동가들 - 미 대륙의 항일무장투쟁론자 박용만》. 서울: 역사공간. ISBN 978-89-90848-81-9.
- 《박용만과 그의 시대》, 이상묵 저[깨진 링크(과거 내용 찾기)]
- 안형주, 《박용만과 한인소년병학교》 (지식산업사, 2007)
- 정병준, 《우남 이승만 연구》 (역사비평사, 2005)
- 유영익, 《우남 이승만 서한집》
- 동아일보,《韓國近代人物100選》(新東亞, 1970.1.)
- 독립운동사편찬위원회, 《독립운동사 4》(독립운동사편찬위원회, 1972)
- 김원용, 《재미한인 50년사》 (김원용, 1959)